# Schwarze Fahne

Einfarbige schwarze Fahne

Die rein schwarze Fahne ist das primäre Symbol anarchistischer Bewegungen, findet jedoch auch Anwendung als allgemeine Flagge für Widerstand. Mit zusätzlichen Symbolen versehen kann sie zahlreiche andere Bedeutungsinhalte annehmen.

## Symbolfarbe

Jolly Roger

Flagge Afghanistans 1919–1928

Die Flagge der anarchistischen Bewegung Machnowschtschina

Fahne des Islamischen Staates

Die Farbe Schwarz ist neben der Farbe Rot wohl die symbolträchtigste, die man auf Fahnen finden kann. Kennzeichnend für beide Farben ist ihre innewohnende Doppeldeutigkeit. Während Rot sowohl für Herrschaft als auch für Revolution steht, kann man Schwarz als Symbol des Todes, aber auch der Freiheit ansehen. Traditionell gilt Schwarz nicht nur in der christlichen Welt als Farbe der Trauer, auch etwa in Indien findet diese Farbe in Zusammenhang mit dem Kult um die Totengöttin Kali als Trauerfarbe Verwendung. Als älteste bekannte, rein schwarze Fahnen gelten diejenigen der arabischen Abbasiden, die sie als Ausdruck für Rache gezeigt haben sollen. Ältere Hinweise auf schwarze Fahnen finden sich auch im Frankreich des 14. Jahrhunderts, wo sie als Warnung vor der Pest eingesetzt wurden. Bekannt sind auch schwarze Flaggen, die von Piraten und Freibeutern im 17. und 18. Jahrhundert verwendet wurden und häufig noch zusätzliche Symbole wie die Abbildung von Totenschädeln und menschlichen Knochen zeigten.
Hat die Farbe Schwarz eine lange Tradition als „Farbe des Todes“, so erlangte sie erst im 19. Jahrhundert auch ihre Bedeutung als „Farbe der Freiheit“, die dem Feind die unbedingte Todesbereitschaft signalisiert, um die eigenen Ziele durchzusetzen.
So genannte schwarze „Rächerkleider“ (Theodor Körner) traten erstmals während der Befreiungskriege um 1813/15 auf, wo Freikorpsmitglieder ihre zivile Kleidung auf Grund von mangelndem Uniformmaterial schwarz färbten.
Als Nationalflaggen wurden schwarze Fahnen – wie auch andere einfarbige Banner – nur selten verwendet. Dies beruht offenbar auf der dadurch fehlenden Möglichkeit, durch verschiedene Farben auch verschiedene Grundrichtungen symbolisch zu konstituieren. Lediglich in Afghanistan gab es noch bis zum Jahr 1929 Versionen, die auf schwarzen Tüchern gefertigt wurden.
Das Schwarze Banner ist eine Flagge, die von vielen islamistischen Terrororganisationen wie al-Qaida, Taliban sowie der Organisation Islamischer Staat benutzt wird und auf Abū Muslim und das Kalifat der Abbasiden zurückgehen soll.

## Politische Symbolik

Logo der niederländischen Anti-Fascistische Aktie mit schwarzer und roter Fahne

Fahne des Öko-Anarchismus

Die ersten schwarzen Fahnen mit politischer Symbolkraft tauchten vermutlich erstmals in Frankreich Anfang des 19. Jahrhunderts auf, Jules Michelet datiert sie bereits in die französische Revolution, wo sie auf den Türmen von Notre-Dame geflattert sei. Während der Julirevolution von 1830 und anschließend bei den Arbeiteraufständen in Lyon im Jahre 1831 wurden schwarze Fahnen verwendet, die sich als Ausdruck der Verzweiflung und der Bereitschaft zum Widerstand schon bald in ganz Frankreich durchsetzten. Die französische Zeitung „Le Drapeau Noir“ („Die Schwarze Fahne“), welche bis 1882 erschien, ist einer der ersten schriftlichen Belege für die Verwendung der schwarzen Fahne durch die Anarchisten. Im Zusammenhang mit Louise Michel, einem bekannten Mitglied der Pariser Kommune, wird über die Verwendung der schwarzen Fahne berichtet, die sie etwa am 9. März 1883 über einer Arbeitslosendemonstration hat wehen lassen. Kurz darauf verbreitete sich die schwarze Flagge auch in den USA. Paul Avrich berichtet, dass die schwarze Flagge auf einer anarchistischen Demonstration in Chicago am 27. November 1884 auftauchte. Nach Avrich schrieb August Spies, dass „dies der erste Anlass war, an dem die schwarze Flagge auf amerikanischem Boden ausgerollt wurde“.
Seitdem setzte sich die schwarze Fahne mehr und mehr als Symbol in anarchistischen Kreisen durch. So wehte sie über dem Gebiet des Ukrainers Machno während des russischen Bürgerkriegs genau wie über den anarchistischen Milizen des spanischen Bürgerkriegs. Bis in die heutige Zeit gilt sie als bedeutendes anarchistisches Symbol und ist etwa der Name der Punkband Black Flag geworden. Oft wird die anarchistische Fahne diagonal in Dreiecke geteilt, um den Fokus auf eine bestimmte Strömung zu legen. Die Fahne des Öko-Anarchismus ist beispielsweise grün-schwarz geteilt, die des Anarchokommunismus und Anarchosyndikalismus rot-schwarz usw.
Nach Ende des Ersten Weltkriegs wurde die schwarze Fahne auch für unterschiedliche nationalistische Protestbekundigungen eingesetzt. Ein Beispiel ist der Beschluss der Ungarischen Nationalversammlung vom November 1920. Auf Grund der militärischen Niederlage und der daraus folgenden zwingenden Gebietsabtretungen hielt man es als Zeichen der Trauer für notwendig, auf allen öffentlichen Gebäuden neben der Nationalflagge auch eine schwarze Flagge zu hissen. Ebenso verfuhr man an sämtlichen Posten entlang der ungarischen Grenze.

## Schwarze Fahnen in Deutschland

### Weimarer Republik
Abgesehen von eher „harmlosen“ Verwendungen während des „Hambacher Festes“ 1832 scheinen die ersten Schwarzen Fahnen in Deutschland zur Zeit der Aufstände in Oberschlesien und der folgenden Abstimmung in den Jahren 1920/1921 aufgetaucht zu sein. Aus Protest gegen eine Anordnung des französischen Stadtkommandanten von Beuthen, der das Hissen der schwarz-weiß-roten Flagge anlässlich einer Beisetzung von Opfern polnischer Aufständischer verboten hatte, entschied sich die deutsche Bevölkerung als Zeichen der Trauer, schwarze Tücher zu hissen. Schwarze Fahnen begleiteten auch den Protest gegen die Verhandlungen der Reichsregierung mit einer Delegation der Internationalen Abstimmungskommission.

#### Freikorps, Wehr- und Jugendbünde

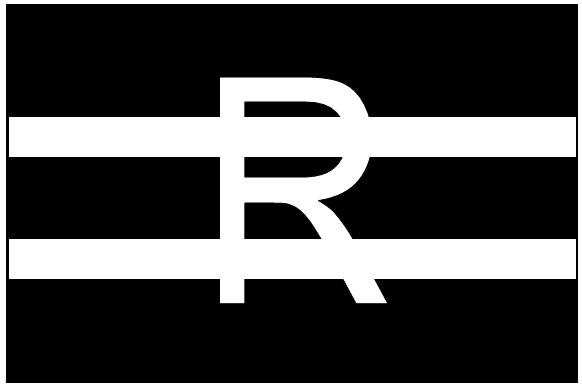
Fahne der Sturmabteilung Roßbach (Vorderseite)

Gut belegt ist die Entstehung der Fahne der so genannten Sturmabteilung Roßbach, eines von Gerhard Roßbach geführten Freikorps in Ostpreußen. Im September 1919 verlangte die Reichsregierung die Vereidigung des Freikorps. Roßbach vertrat die Auffassung, niemand habe ausdrücklich die Vereidigung auf die Reichsfarben befohlen, und so ließ er den Eid auf eine schwarze Fahne ablegen, die auf der Vorderseite mit einem weißen „R“ und zwei weißen Streifen und auf der Rückseite mit einem Hirschgeweih und einem zwischen den Stangen befindlichen Kreuz versehen war.
Weitere Freikorps, die schwarze Fahnen führten, waren das 1. und 2. Kurländische Infanterieregiment der so genannten „Eisernen Division“, die zusätzlich noch ein Eisernes Kreuz umgeben vom Schlachtruf „Lieber tot als Sklav!“ beziehungsweise einen Totenschädel und eine schwarz-weiß-rote Gösch zeigten.

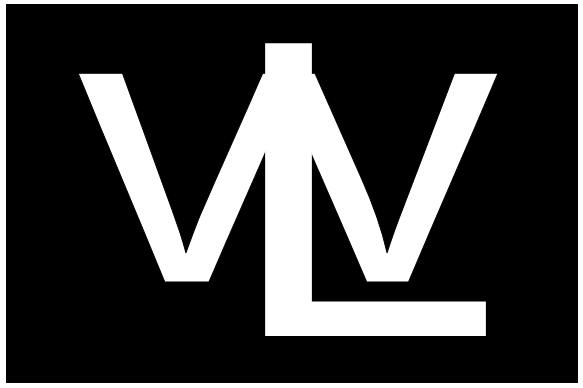
Fahne der „Freischar Schill“, 1927

In der Zeit der Weimarer Republik übernahmen verschiedene Wehr- und Jugendbünde schwarze Fahnen von den Freikorps: Der „Wehrwolf“ zeigte zusätzlich auf seinem Banner ein Eisernes Kreuz, einen Totenschädel sowie auf der Rückseite eine „Wolfsangel“. Auf der schwarzen Fahne des „Bund Wiking“ prangte ein mit einem „E“ belegtes Wikingerschiff. Schwarze Fahnen mit verschiedenen Symbolen benutzten auch die „Schilljugend“, die „Freischar Schill“ sowie der „Jugendbund der Adler und Falken“, wobei als Motiv für die Verwendung von schwarzen Farben zum Teil die „Demütigung durch den Versailler Vertrag“ angegeben wurde.
Bemerkenswert ist in diesem Zusammenhang auch ein Gesetzesvorschlag des nationalsozialistischen Reichstagsabgeordneten Gregor Strasser. Ähnlich wie in Ungarn im Jahre 1920 schlug er am 29. Juni 1926 vor, die Flagge des Deutschen Reiches zu ändern:
„Für die Dauer des Vertrages von Versailles ist die Flagge des deutschen Reiches schwarz. Die endgültige Flagge des deutschen Reiches ist die Fahne, unter der der Befreiungskampf durchgeführt wird“.
Den Sitzungsprotokollen ist zu entnehmen, dass dieser Vorschlag nicht weiter diskutiert wurde.
Einen erheblichen Auftrieb gewannen schwarze Fahnen wieder Ende der 1920er Jahre, als die Bündische Jugend und die Landvolkbewegung diese für ihre politischen Zwecke einsetzten.

#### Bündische Jugend
Auf Grund ihrer Zersplitterung gelang es der Jugendbewegung nie, eine einheitliche Symbolik zu entwickeln. Verschiedene Gruppen versuchten immerhin im Jahre 1928 ein einheitliches Auftreten aller Verbände im Ausland zu verwirklichen, indem vereinbart wurde, außerhalb der deutschen Grenzen bei ihren Fahrten neben dem Balkenkreuz auch die Handelsflagge der Republik (Schwarz-Weiß-Rot mit schwarz-rot-goldenem Gösch) zu führen. Aus dem ausgesprochen rechtsgerichteten „Jungnationalen Bund“ erhob sich dagegen jedoch bald Widerspruch. In einem im Jahre 1928 publizierten Manifest hieß es:
„Im zähneknirschenden Gedanken an zehnjährige deutsche Unfreiheit hißt der Jungnationale Bund vom 11. November 1928 ab auf seinen Tagungen und Lagern und bei Begegnungen mit ausländischer Jugend die schwarze Fahne. Er fordert gleichzeitig die gesamte volksbewußte und bündische Jugend Deutschlands auf, seinem Beispiel zu folgen. Die schwarze Fahne bedeutet uns nicht Trauer oder Klage, sondern Bekenntnis und Aufruf. Die Fahne der Not und der Knechtschaft wird uns zur Fahne des Widerstandes und des Freiheitskampfes“.
Dieser Aufruf fand anschließend nicht nur in vielen anderen Jugendbewegungen Zustimmung, sondern darüber hinaus auch in anderen extrem rechts gerichteten politischen Bewegungen. Zwischen dem Politiker und Schriftsteller Ernst Niekisch und den Führern verschiedener radikal-nationaler Bünde kam es im Jahre 1929 zu einer Vereinbarung über eine angestrebte „Aktion der Jugend“. Diese für das Frühjahr 1930 geplante Kundgebung sollte ein machtvolles Aufbegehren gegen den so genannten „Young-Plan“ – einen Zahlungsplan, der die Reparationszahlungen Deutschlands regelte – sein. Als Ausdrucksmittel des Protestes sollten überall schwarze Fahnen gezeigt werden. Eine bedeutsame Rolle spielten diese wohl nur in Göttingen, da anderenorts die Demonstrationen durch starken Polizeieinsatz bereits in der Anfangsphase unterbunden werden konnten. Bekannt ist jedoch, dass in Göttingen ein etwa 6 Meter langes und einer Reichsfahne entnommenes schwarzes Stoffstück bei den Kundgebungen präsentiert wurde. Nach Verlesen einer Erklärung und demonstrativer Verbrennung des Young-Plans sowie der Weimarer Verfassung in einem offenen Feuer zogen die Demonstranten in die Innenstadt, wo sie schließlich durch einen Polizeieinsatz zerstreut wurden. An diesen „Aktionen der Jugend“ beteiligten sich auch der nationalsozialistische Schüler- und der nationalsozialistische Studentenbund.

#### Landvolkbewegung

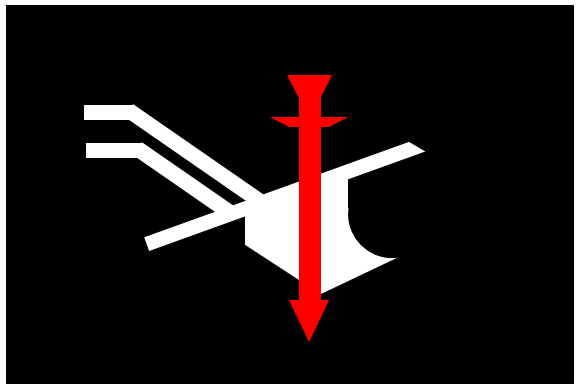
Fahne der Landvolkbewegung

Die ursprünglich als reine Protestbewegung entstandene antisemitische und antidemokratische Landvolkbewegung etablierte sich bald als ernstzunehmende politische Kraft. Ausdruck dessen war die Bauerndemonstration am 1. August 1929 in Neumünster, bei der es zwischen den Demonstranten und den anwesenden Polizeikräften zu heftigen Auseinandersetzungen kam. Ein wesentlicher Auslöser für die Tumulte war in einer mitgeführten schwarzen Fahne zu suchen, auf der ein weißer Pflug sowie ein rotes Schwert abgebildet war. Die Fahnenspitze zeigte eine gerade, geschmiedete Sense. Diese schwarze Fahne wurde 1928 von Peter Petersen (✝ 1989) entworfen, der zunächst Mitglied des so genannten Landbundes war und 1930 in die NSDAP überwechselte und nach dem Zweiten Weltkrieg für die NPD im Schleswig-Holsteinischen Landtag saß.  Aus seiner Autobiographie geht hervor, dass er ursprünglich ein einfaches und schlichtes schwarzes Tuch verwenden wollte. Er ging jedoch fälschlicherweise davon aus, dass bereits in den Bauernkriegen 1521–1525 schwarze Fahnen mit einem darauf abgebildeten Bundschuh Verwendung gefunden hatten, und beabsichtigte deshalb, ein historisches Vorbild als Grundlage für seine Fahne zu nehmen. Belegt ist jedoch, dass im Verlaufe dieser Kriege keine einheitlichen Fahnen gebraucht wurden; der von Petersen erwähnte Florian Geyer verwendete vielmehr ein braun-gelb-grünes Banner, auf dem gekreuzt ein Dreschflegel und eine Sense zu finden waren. Da Petersen vermutete, der Bundschuh würde nicht mehr als Symbol verstanden werden, entschloss er sich stattdessen, einen Pflug sowie ein Schwert auf dem schwarzen Tuch anzubringen. Die Ausdeutung von Schwert und Pflug geschah erstmals in einem 1931 erschienenen Roman von Hans Fallada mit dem Titel „Bauern, Bonzen und Bomben“, in dem der weiße Pflug als Symbol der friedlichen Arbeit und das rote Schwert als Ausdruck der Wehrhaftigkeit gedeutet wurden. Die so von Petersen hergestellte Fahne wurde nach dem gewaltsamen Auflösen der Demonstration von der Polizei beschlagnahmt, da diese als Zeichen zum Aufruhr angesehen wurde.
Durch den später durchgeführten gerichtlichen Prozess, dessen Folge unter anderem die feierliche Rückgabe der Fahne war, erreichte die Landvolkbewegung und ihr Banner eine ausgesprochen große Aufmerksamkeit in der Bevölkerung. Die Fahne wurde schließlich zum allgemein anerkannten Symbol der bäuerlichen Protestbewegung und in zahlreichen neu entstandenen Landvolkzeitungen im Titelkopf abgebildet. Bei den Bauernprotesten in Deutschland ab Dezember 2023 trugen viele Traktoren Aufkleber mit Petersens Landvolk-Logo.

### Zeit des Nationalsozialismus

SS-Fahne

Jungbannfahne des Deutschen Jungvolks

Bald nach ihrer Machtergreifung 1933 begannen die Nationalsozialisten auch das rechte Spektrum der Parteienlandschaft zu zerschlagen, einschließlich unpolitisch agierender Vereine und Bünde jeder Art. Deshalb gehörte zu einer der ersten Maßnahmen des neuen Regimes die Auflösung verschiedener Jugendorganisationen.
Die von den Bünden geführten Fahnen – darunter auch schwarze – wurden meist bereitwillig den Flammen übergeben, um die neue Einheit mit der Hitlerjugend zu demonstrieren. Zwar gab es Versuche, schwarze Fahnen weiterhin zu präsentieren, so etwa im vom Admiral von Trotha geführten so genannten „Großdeutschen Bund“, der noch im März 1933 auf einem Bundestag schwarze Fahnen aufziehen ließ; das NS-Regime misstraute aber allen Loyalitätsbekundigungen Trothas, der schließlich die Auflösung des Bundes anordnen musste. Obwohl es noch 1930 Bestrebungen gab, die schwarze Fahne als „Blut-und-Boden“-Symbol und Fahne des „kommenden Reiches“ zu etablieren, scheiterten diese schließlich an der rigorosen Verfolgungspolitik der Nationalsozialisten.
Der letzte bekannte Fall einer offiziellen Verwendung der alten Fahnen stammt vom November 1933, als der mecklenburgischen Bauernschaft eine schwarze Fahne der Landvolkbewegung überreicht wurde. Bemerkenswerte Ausnahmen der Unterdrückung von schwarzen Fahnen sind die in der SS sowie im Deutschen Jungvolk verwendeten Versionen. Während bei der SS der Einfluss der italienischen Faschisten („Schwarzhemden“) offen sichtbar wird, zeigen sich beim Deutschen Jungvolk gestaltende Einflüsse der völkischen und bündischen Jugend. So zeigte diese Unterorganisation der HJ ihre Symbole sowohl bei ihrer „Jungbannfahne“ als auch bei ihrer „Fähnleinfahne“ auf einem schwarzen Tuch.

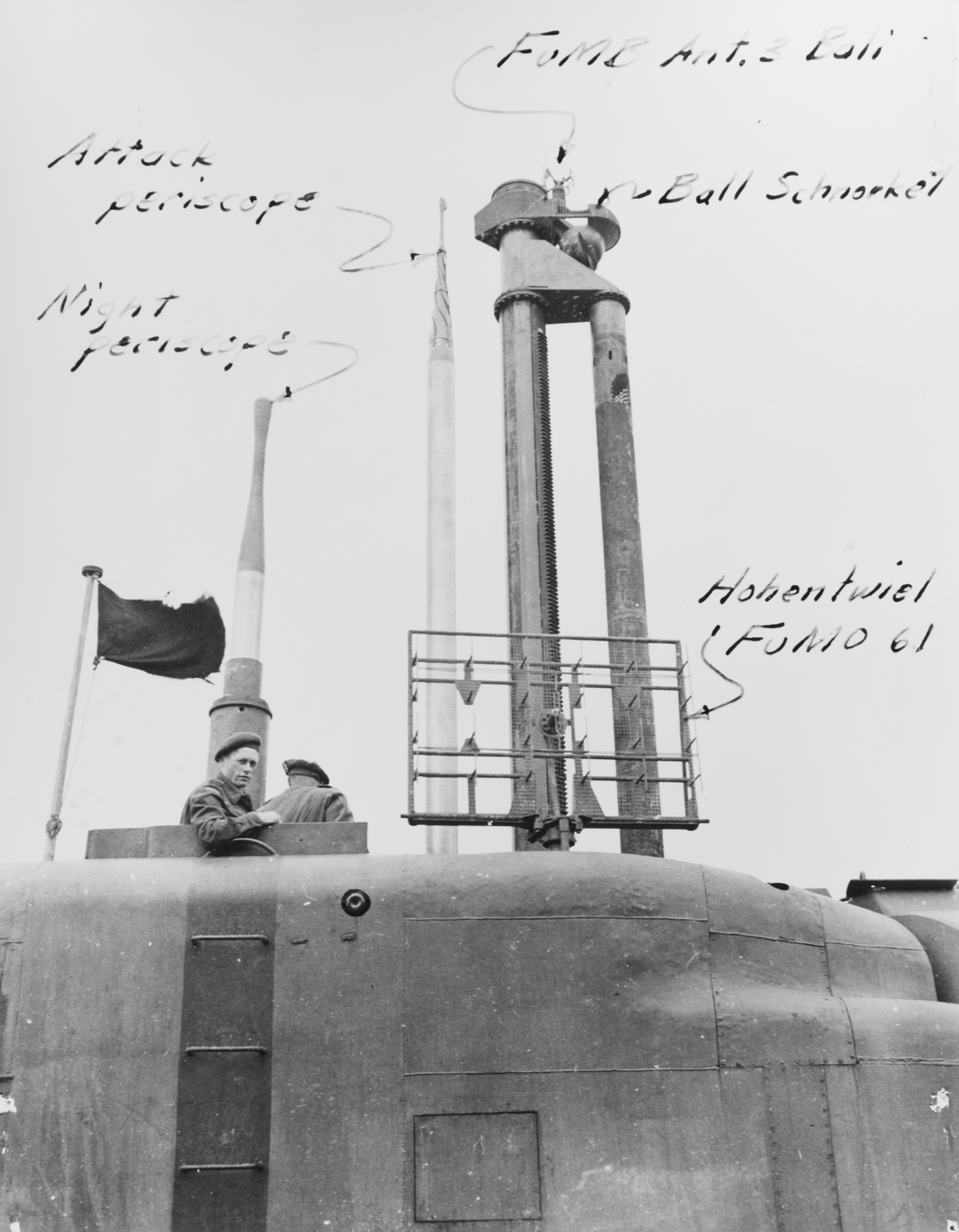
Deutsches U-Boot mit schwarzer Flagge

### Kapitulation 1945
Nach der Kapitulation der Wehrmacht am 8. Mai 1945 erließ der letzte Befehlshaber der U-Boote Karl Dönitz auf Anweisung der Alliierten den Befehl an alle in feindlichen Gewässern befindlichen U-Boote, aufzutauchen und als Zeichen der Kapitulation die Navigationslichter einzuschalten und eine schwarze oder blaue Flagge zu hissen.

### Bundesrepublik Deutschland

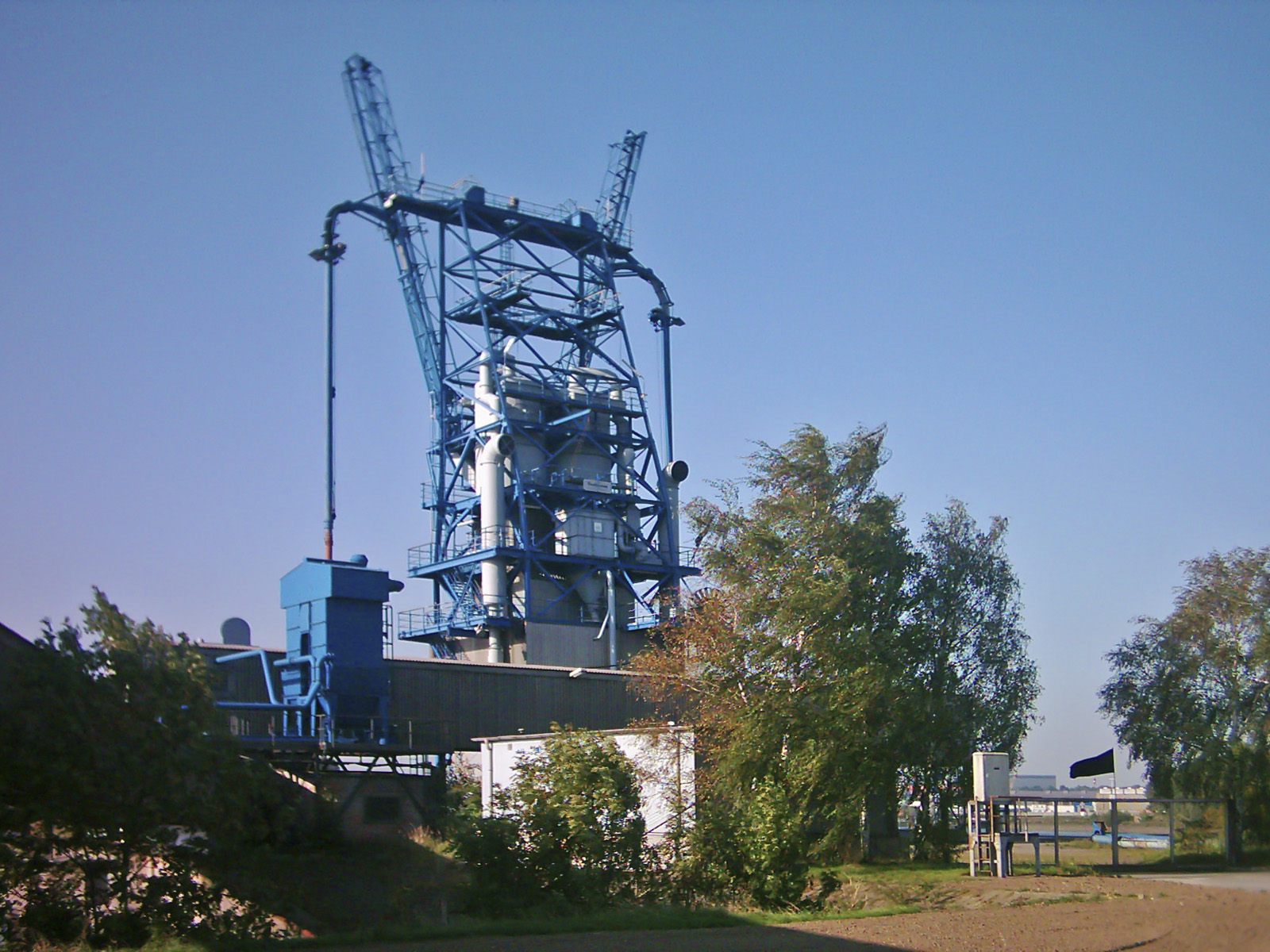
Das Hamburger Aluminium-Werk mit angebrachter schwarzer Fahne als Ausdruck des Protestes gegen die Werksschließung, September 2006

Bereits Anfang der 1950er Jahre spielte die schwarze Fahne wieder ein bedeutsame Rolle, als sie als Protestsymbol bei Zechenstilllegungen oder Aufmärschen der Bauern Verwendung fand.
In den 1960er-Jahren wurde in der neoanarchistischen Sponti-Bewegung die schwarze Fahne der Anarchie wiederentdeckt, die bis heute als zentrales anarchistisches Symbol gilt.
Ende der 1960er-Jahre fand sie auch wieder Einzug in das Lager rechtsgerichteter Organisationen. Unter Federführung und auf Initiative des damaligen Rechtsextremisten Henning Eichberg griffen rechte Gruppierungen auf die schwarze Fahne als Protestsymbol zurück. Eichberg war auch Texter eines in rechtsextremen Kreisen bekannten Lieds „Schwarze Fahne“.
Bis heute werden schwarze Fahnen des Öfteren von Gruppen des extrem rechten Spektrums gezeigt. Hiermit versuchen sie an die Symbolik der Nationalrevolutionäre der 1920er-Jahre anzuknüpfen. Auch wird sie gelegentlich als Ausdruck des Protestes bei Werksschließungen verwendet.
Die schwarzweißrote Landvolkfahne tauchte in der Nachkriegszeit gelegentlich auf Demonstrationen von Landwirten auf, unter anderem bei Bauernprotesten in Koblenz am Rande der EU-Agrarministerkonferenz im September 2020. Nach Auskunft des NRW-Innenministeriums ist die Verwendung der Landvolkfahne in Deutschland nicht verboten. Wegen ihrer Tradition und ihrer Nähe zum Rechtsextremismus ist sie allerdings stark umstritten. Der Deutsche Bauernverband hat sich im September 2020 und auch bei früheren Anlässen von der Landvolkfahne distanziert und betrachtet sie als ein Zeichen der politischen Radikalisierung. Auch bei den Bauernprotesten in Deutschland ab Dezember 2023 waren Traktoren unterwegs, an denen Landvolk-Flaggen zu sehen waren.

## International

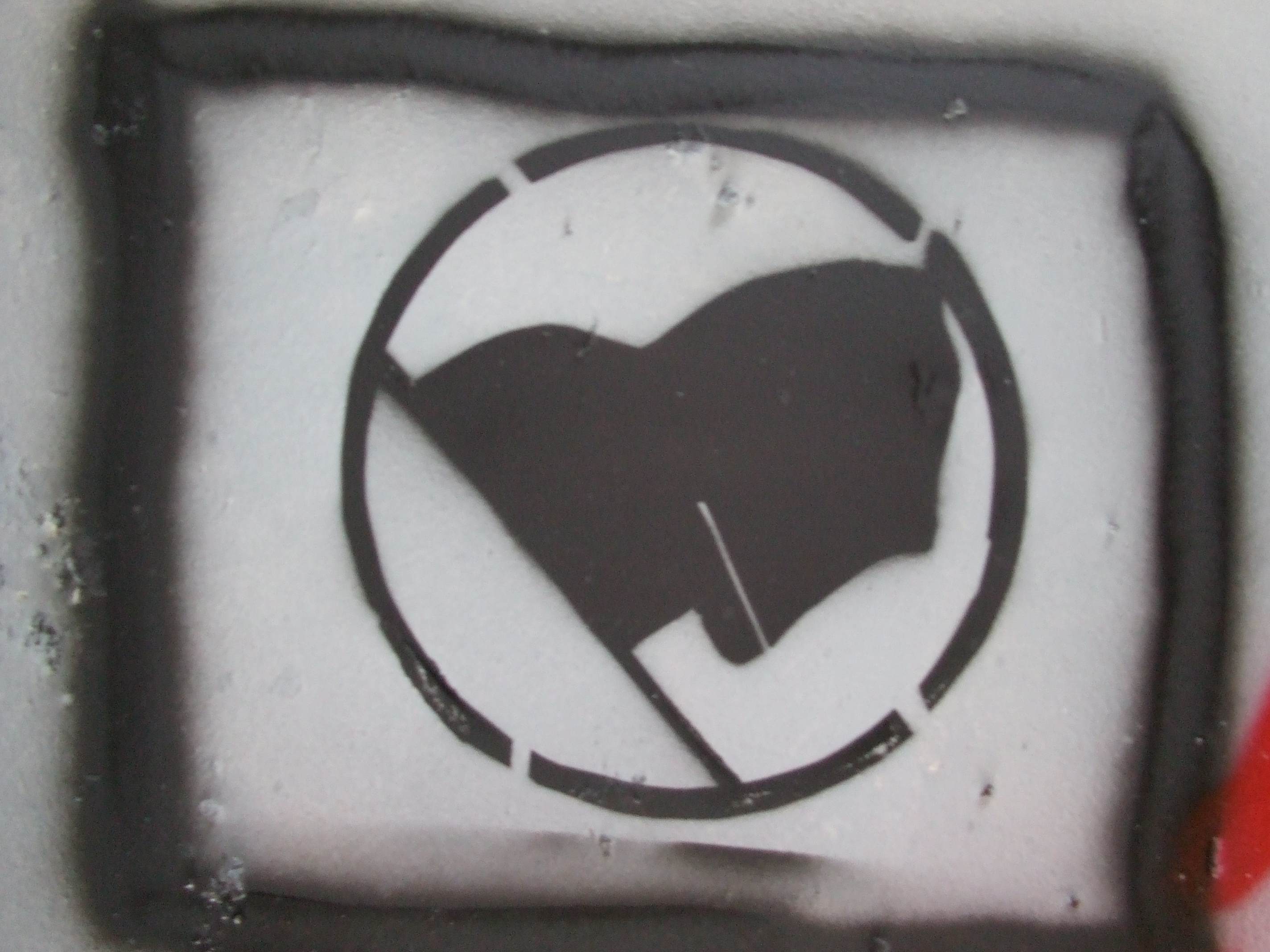
Ein zeitgenössisches anarchistisches Stencil

Weltweit ist die schwarze Fahne das primäre Symbol anarchistischer Bewegungen. Kritische, seit den 1990ern entstandene Gruppierungen wie CrimethInc. beziehen sich weiter auf sie, indem sie schreiben: „Eine schwarze Fahne zu hissen, um unsere Abneigung gegen Fahnen zu demonstrieren, klingt unsinnig - in Zeiten, in denen so viele Fahnen gehisst werden, dass Fahnenlosigkeit als passive Akzeptanz interpretiert wird, mag solcher Unsinn jedoch Sinn ergeben. In jedem Fall besser eine schwarze Fahne als eine weiße!“

### Neuseeland

Silberfarn-Flagge

Eine schwarze Fahne mit einem Silberfarn ist ein nationales Symbol Neuseelands und wird von Sportvereinen wie den All Blacks und den militärischen Streitkräften als Symbol verwendet. In Neuseeland gibt es Bestrebungen, die Silberfarn-Flagge zur offiziellen Flagge des Staates zu machen. Ein Bezug zum Anarchismus gibt es bei der Silberfarn-Flagge nicht.

### Hongkong

Black Bauhinia Flag

Im Zuge der Proteste in Hongkong 2019/2020 wird von der Demokratiebewegung eine schwarze Variante der Flagge Hongkongs (englisch Black Bauhinia Flag) als Zeichen des Protests verwendet. In ihr werden oftmals die Sterne (die die KP Chinas symbolisieren) weggelassen sowie teilweise auch eine verwelkte Bauhinia-Blume dargestellt.